# Khangarid Klub
Khangarid Klub é um clube de futebol mongol com sede na cidade de Erdenet. Foi fundado no ano de 1996. Disputa a Undesniy Deed Lig, correspondente à primeira divisão nacional.

## Títulos
- Undesniy Ligin: 2001, 2003, 2004 e 2010
- Borgio Tsom: 2007 e 2013 [2]